# Klaus Popa
Klaus Popa (* 10. November 1951 in Brașov, Rumänien; † 13. März 2021 in Bestwig, Nordrhein-Westfalen) war ein deutscher Historiker. Der Schwerpunkt seiner Forschung und Publikationen lag auf der Geschichte der Deutschen in Rumänien, insbesondere der Siebenbürger Sachsen.

## Leben
Popas Mutter entstammte der Familie der Seifenfabrikanten Eitel im damaligen Kronstadt (heute Brașov); sein Vater einer Großbauern- und Beamtenfamilie aus Mühlbach (heute Sebeș). Er studierte Germanistik und Anglistik in Cluj-Napoca und war bis zu seiner Ausreise nach Deutschland 1990 in und um Brașov als Lehrer tätig. 
In seiner Arbeit als Historiker beschäftigte sich Popa mit der mittelalterlichen Geschichte Siebenbürgens, der Geschichte der Deutschen in Rumänien von 1919 bis 1945 und dem Einfluss des Nationalsozialismus auf die „Deutsche Volksgruppe in Rumänien“ vor und während des Zweiten Weltkriegs. Popa veröffentlichte zahlreiche Artikel, unter anderem in der Karpaten-Rundschau (als Beiblatt der Allgemeinen Deutschen Zeitung für Rumänien), in der Siebenbürgischen Zeitung, der Zeitschrift für siebenbürgische Landeskunde sowie in der Halbjahresschrift für südosteuropäische Geschichte, Literatur und Politik.
Popa lebte zuletzt zurückgezogen in Bestwig in Nordrhein-Westfalen. Er starb im März 2021 nach kurzer schwerer Krankheit im Alter von 69 Jahren.

## Veröffentlichungen (Auswahl)
- Einblicke in die Geschichte Südsiebenbürgens und des außerkarpatischen Raumes. Aldus, 2000, ISBN 9739314619, 326S.
- Die Rumäniendeutschen zwischen Demokratie und Diktatur. Der politische Nachlass von Hans Otto Roth 1919-1951. Peter Lang Verlag, Frankfurt am Main, New York, 2003, ISBN 978-3-631-50978-4, 821S.
- Akten um die deutsche Volksgruppe in Rumänien 1937 - 1945 : eine Auswahl. (rumänisch „Documente privind Grupul Etnic German din România. 1937-1945. O selecție.“) Frankfurt am Main, Peter Lang Verlag, 2005, ISBN 3-631-54441-3.
- Vom NS-Volkstum- zum Vertriebenenfunktionär. Die Gründungsmitglieder des Südostdeutschen Kulturwerks München und der Landsmannschaften der Deutschen aus Rumänien, Ungarn und Jugoslawien. Mit Johann Böhm, Peter Lang Edition, Frankfurt am Main 2014, ISBN 978-3-631-65240-4, 358S.